# Grégoire de Vologda
Saint Grégoire de Vologda ou Grégoire de Pelchma (Григорий Пельшемский, Григорий Вологодский) né au XIVe siècle à Galitch et mort le 30 septembre (dans le calendrier julien) 1442, est un moine russe, fondateur du monastère de la Mère-de-Dieu-Saint-Grégoire dans l'actuel oblast de Vologda. Il a été canonisé en 1549. Il est fêté dans le calendrier julien le 23 janvier (fête des saints de Kostroma), le 30 septembre et la troisième semaine après la Trinité (saints de Vologda).

## Hagiographie
Grégoire est issu d'une puissante famille de boyards de Galitch, les Lopotov. Ses parents meurent alors qu'il a quinze ans, lui laissant un grand domaine. Grégoire devient moine au monastère de la Nativité-de-la-Vierge près du lac Galitchskoïé. Plus tard, il est ordonné hiéromoine (moine-prêtre) et devient higoumène. Il est fort écouté par les habitants de la ville et respecté par le prince Youri Dmitrievitch.
Voulant éviter les tumultes de la renommée, Grégoire quitte le monastère et se rend à Rostov pour retrouver le sens de la prière. Il demeure au monastère de l'Épiphanie-Saint-Abraham de Rostov et plus tard devient archimandrite du monastère Saint-Jacques de Rostov qu'il dirige pendant deux ans. Il quitte ensuite secrètement ce monastère pour se rendre auprès de Denis de Glouchitsa pour devenir son disciple.
Déjà âgé (la légende lui donne 104 ans !), il quitte Denis pour fonder sa propre celle. Il trouve l'endroit propice le long de la rivière Pelchma, au milieu de marécages et de forêts. Bientôt un prêtre du nom d'Alexis le rejoint (qui devient moine sous le nom d'Alexandre), ainsi que d'autres disciples. Grégoire reçoit la bénédiction de l'archevêque Éphrem de Rostov pour fonder un monastère. L'on construit une église vouée à la Mère de Dieu et le nombre des disciples augmente. Il est fort respecté et il exhorte en 1433 le prince Youri Dmitrievitch de reprendre son trône usurpé par Basile le Ténébreux.
Prévoyant sa mort, il rend visite à son maître spirituel Barsanuphe, se confesse et communie. En mourant il demande que l'on jette son corps dans les marais ; mais les moines ramènent son corps au monastère où il est enterré. L'église qui comprend ses reliques brûle en 1683 et l'on érige une chapelle à sa place, puis une église de bois en 1706 reconstruite en pierre en 1833 d'après la volonté du supérieur, saint Ignace (Briantchaninov). Le monastère est fermé par les autorités communistes en 1926. Les reliques du saint sont toujours sous les ruines de l'église.